# البعثة الدنماركية العربية (1761–1767)

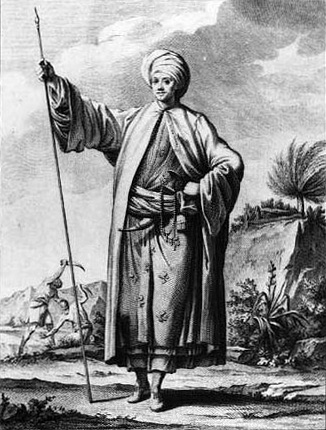
كارستن نيبور في ملابس يمنية محلية

البعثة الدنماركية العربية (بالدنماركية: Den Arabiske Rejse)‏ كانت بعثة علمية دنماركية لمصر والجزيرة العربية وبلاد الشام. كان هدف البعثة الرئيسي هو توضيح العهد القديم مع أهداف بحثية إضافية تتعلق بالتاريخ الطبيعي والجغرافيا ورسم الخرائط. كان في البعثة ستة أعضاء منهم نجا كارستن نيبور فقط الذي عاد إلى الدنمارك في عام 1767. تم تأليف الرحلة من قبل روائي القرن العشرين ثوركيلد هانسن في روايته «أرابيا فيليكس».

## الحملة
غادرت البعثة من كوبنهاغن في 4 يناير 1761، وهبطت في الإسكندرية وصعدت النيل. وفي طريقها إلى السويس، حيث زار نيبور جبل سيناء، في أكتوبر 1762، أبحرت البعثة إلى جدة، ثم سافرت برًا إلى المخا. هنا، في مايو 1763، توفي العالم اللغوي في البعثة، فون هافن، وبعد ذلك بوقت قصير عالم الطبيعة بيتر فورسكول. زار باقي أعضاء البعثة صنعاء عاصمة اليمن، لكنهم عانوا من المناخ وعادوا إلى المخا. يبدو أن نيبور حافظ على حياته واستعاد صحته من خلال تبني اللباس الأصلي وتناول الطعام المحلي. ومن المخا، استمرت البعثة إلى بومباي، توفي فنان البعثة بعد الهبوط بفترة وجيزة. كان نيبور الآن العضو الوحيد الباقي على قيد الحياة. مكث في بومباي لمدة أربعة عشر شهرًا ثم عاد إلى الوطن عن طريق مسقط، وبوشهر، وشيراز، وتخت جمشيد. أثبتت نسخه من النقوش المسمارية في تخت جمشيد أن تكون نقطة تحول رئيسية في فك رموز المسمارية وولادة علم الآشوريات. كما زار أنقاض بابل، حيث صنع عددًا من الرسومات الهامة، وبغداد والموصل وحلب. ويبدو أيضًا أنه زار نقش بيستون في حوالي عام 1764. وبعد زيارة قام بها إلى قبرص قام بجولة عبر فلسطين، وعَبر جبال طوروس إلى بورصة، ووصل إلى القسطنطينية في فبراير 1767 ووصل أخيرًا إلى كوبنهاغن في نوفمبر التالي.

## أعضاء الحملة
ذهب ستة أشخاص في الحملة ومات خمسة منهم.
× تدل على الأعضاء الذين ماتوا في الحملة.
- بيتر فورسكول×: عالم طبيعة فنلندي / سويدي، والطالب كارل فون لينيوس؛ كانت مهامه الرئيسية هي العثور على أدلة داعمة لعدد من روايات لينيوس.[2]
- فريدريك كريستيان فون هافن×: عالم فقه اللغة، كُلف بشراء المخطوطات الشرقية ولنسخ النقوش. وعلاوة على ذلك، إبداء ملاحظات على اللغة العربية، مع التركيز على مقاطع غامضة من العهد القديم.[2]
- كارستن نيبور: رسام خرائط، كان على مراقبة وأخذ القياسات لرسم الخرائط.[2]
- كريستيان كارل كرامر×: طبيب معالج، كان يبحث في عدد من الأسئلة الطبية، سواء على المستوى العلمي أو على المستوى العملي أيضًا، بين سكان الجزيرة العربية.[2]
- جورج فيلهلم بورينفيند×: فنان ورسام مكلف برسم اكتشافات الآخرين.[2]
- لارس برجرين×: تصرف كممرض مساعد في الرحلة.[2]

## روابط خارجية
- الرحلة العربية 1761-1767
- مقالة (باللغة الدنماركية)
- ضاع في الجزيرة العربية من كولين ثوبرون، نيويورك ريفيو أوف بوكس